# Lenguas mambiloides
Las lenguas mambiloides son una docena de lenguas Níger-Congo que constituirían un subgrupo filogenético dentro del bantoide. Estas lenguas son habladadas por diversos pueblos de Nigeria y Camerún, entre los cuales están los mambila.

## Clasificación
La siguiente clasificación se debe a Blench (2011). Las lenguas marcadas con (*) son adiciones posteriores a Blench, aunque son otras lenguas cercanamente emparentadas al mambiloide de acuerdo con Ethnologue. Las lenguas Ndoro-Fam podrían considerarse tal vez una rama diferente dentro de las lenguas Benue-Congo independiente del mambiloide, pero dicho estatus es dudoso:
- Ndoro-Fam: Ndoola (Ndoro), Fam.
- Mambiloide nuclear
  - Suga (Nizaa)
  - Mambila-Konja
    - Konja: Kwanja (Konja), Twendi
    - Mambila-Vute
      - Mambila-Kamkam
        - Magu-Kamkam-Kila: Mbongno, Mvanip (Mvano), Somyev*, Ndunda*
        - Mambila

      - Tep-Vute
        - Tep
        - Vute: Vute, Wawa

Ethnologue también incluye el Njerep, que podría ser una lengua del subgrupo Mambila-Kamkam. Las lenguas extintas Yeni y Kasabe eran aparentemente lenguas mambiloides, el último sería especialmente cercano al njerep.

## Comparación léxica
Los numerales para diferentes lenguas mambiloides:
| GLOSA | Mambila-Konja | Mambila-Konja | Mambila-Konja | Mambila-Konja      | Mambila-Konja      | Ndoro (Ndoola) | Suga-Vute | Suga-Vute    | Suga-Vute | PROTO- MAMBILOIDE |
| GLOSA | Kwanja        | Twendi        | Somyev        | Mambila de Camerún | Mambila de Nigeria | Ndoro (Ndoola) | Suga      | Vute         | Wawa      | PROTO- MAMBILOIDE |
| ----- | ------------- | ------------- | ------------- | ------------------ | ------------------ | -------------- | --------- | ------------ | --------- | ----------------- |
| '1'   | mán           | ʧínī          | mwē           | ʧɛ́n                | ʧɛ́n                | jér            | mum       | mwĩ          | mǒī       | *mwe-/ *cen-      |
| '2'   | fèː           | fèː           | hàːn          | fàl                | fàl                | hàːlā          | ɓaːra     | ɓɨrɨ́b / ɓáːm | bə̀mbə́     | *βaɾi             |
| '3'   | tar           | táːr          | tàːr          | taɡár              | tar                | tāːɾā          | taːra     | taːrɨ́b       | tābə́      | *taːɾ             |
| '4'   | nàː           | nɑː̀           | nàːn          | neà                | nà                 | njẽ́            | nàːnà     | nàːsɨ̀b       | nǎrə̄bə̀    | *naː-             |
| '5'   | cùn           | ʧúên          | tíɛ̂n          | tîn                | tín                | sónī           | tɛ́ːŋna    | ŋgiːì        | téēnbə̄    | *can-             |
| '6'   | cán-mán       | ʧɛ́n də̄r ʧínī  | tɛ́-mwē        | tén-ʤɛ́n            | ténd-ʒɛ́n           | sóŋ kér        | tán-mum   | tín-mwĩ      | té-mōī    | *5+1              |
| '7'   | cɛn-fèː       | ʧɛ́n fèjè      | tɛ́-nàːn       | té-bɛl             | té-fɛ́l             | sóŋ kwàlà      | tán-ɓáára | tɨ-ɓáam      | té-bə̀mbə́  | *5+2              |
| '8'   | cɛ-tar        | ʧɛ́-táːr       | tɛ́n-tàːr      | tén-dɛle           | tén-dɛll           | sóŋ tāːrā      | sɛ́ɛ̀       | sə́r          | tén-tābə́  | *5+3              |
| '9'   | cɛ-nàː        | ʧɛ́n nàː       | tɛ́n-nàːn      | tárɛ̀neà            | tárɛ́nà             | sóŋ njẽ́        | tí-náànà  | ɓwécṍ        | té-nàrə̄bə́ | *5+4              |
| '10'  | bɨfɛ́ŋ         | jūtār         | tʃɔ́ŋ          | julà               | jullà              | jóbə̄t          | ɟer       | cóːŋ         | ʧɔ́ŋ       |                   |